# チャンドレーシャ・デ・ケイシャ

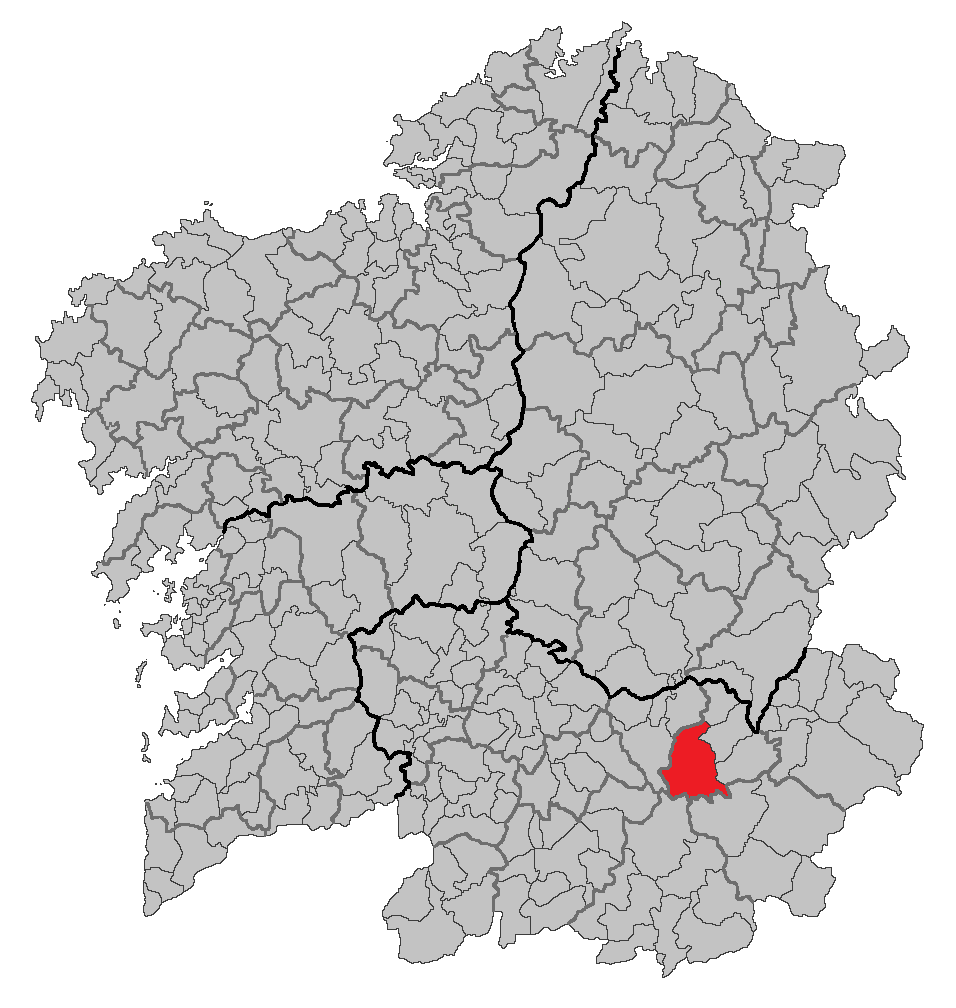

チャンドレーシャ・デ・ケイシャ（Chandrexa de Queixa）は、スペイン、ガリシア州、オウレンセ県の自治体、コマルカ・ダ・テーラ・デ・トリーベスに属し、またリベイラ・サクラ地区を構成する。ガリシア統計局によると、2011年の人口は619人（2010年：639人、2009年：679人、2004年：830人、2003年：854人）である。カスティーリャ語表記はChandreja de Queija（チャンドレッハ・デ・ケイハ）。
ガリシア語話者の自治体住民に占める割合は97.22%（2001年）。

## 地理
チャンドレーシャ・デ・ケイシャはオウレンセ県の北東部に位置し、コマルカ・ダ・テーラ・デ・トリーベスに属する。北はカストロ・カルデーラスとサン・ショアン・デ・リオと、東はア・ポブラ・デ・トリーベスとマンサネーダと、南はビラリーニョ・デ・コンソとラサと、西はモンテデラーモの各自治体と接する。
オウレンセ中央山地に位置し、レケイショ川、デオレージェ川、ケイシャ川、ナベア川の支流などが長れている。標高1,000mから1,200mの間に35の集落がある。チャンドレーシャ・デ・ケイシャから6kmの地点にカベサ・デ・マンサネーダ・スキー場がある。
チャンドレーシャ・デ・ケイシャはア・ポブラ・デ・トリーベス司法管轄区に属す。

### 人口
| チャンドレーシャ・デ・ケイシャの人口推移 1900－2010     |
|                                                         |
| 出典:INE（スペイン国立統計局）1900年 - 1991年、1996年 - |

## 歴史
自治体内で発見された最初の人類の痕跡は、ローマ時代のもので、ブラカラ・アウグスタ（現ブラガ）とアストゥリカ・アウグスタ（現アストルガ）を結ぶローマ街道（18号線、新道とも呼ばれた）がチャンドレーシャ・デ・ケイシャを通っている。
ローマ教皇アレクサンデル3世は1163年の教皇勅書の中で、ビラールの管轄区域について、モンテデラーモ修道院の領域部分であると、言及している。同修道院の書庫には、貴族たちによる、同修道院への譲渡および寄贈についての多くの証書が保管されている。
1580年、スペイン王フェリーペ2世はモンテデラーモ修道院のビラール区域を廃止する代わりに、住民に393ファネーガスのパンを同修道院に納めるよう命じた。
自治体としてのチャンドレーシャ・デ・ケイシャの創設は1835年7月23日の王令にさかのぼり、首長の執務所はさまざまであったが、自治体内で最も重要な地区は一貫してチャンドレーシャ地区であった。1945年、ナベア川にチャンドレーシャ・デ・ケイシャ・ダムの建設が開始され、そのことによってセレイロス地区が発展し始めた。1960年に庁舎がセレイロスにおかれることによって、同地区がチャンドレーシャ・デ・ケイシャの中心地区となった。

## 政治
自治体首長はガリシア国民党（PPdeG）のフランシスコ・ロドリゲス・ロドリゲス（Francisco Rodríguez Rodríguez）、自治体評議員はガリシア国民党：6、ガリシア社会党（PSdeG-PSOE）：1となっている（2011年5月22日の自治体選挙結果、得票順）。
| 1999年6月13日自治体選挙 |        |        |          |
| 政党                    | 得票数 | 得票率 | 獲得議席 |
| PPdeG                   | 595    | 88.41% | 7        |
| PSdeG-PSOE              | 71     | 10.55% | 0        |

| '2003年5月25日自治体選挙 |        |        |          |
| 政党                     | 得票数 | 得票率 | 獲得議席 |
| PPdeG                    | 531    | 80.58% | 6        |
| BNG                      | 123    | 18.66% | 1        |
| PSdeG-PSOE               | 2      | 0.30%  | 0        |

| 2007年5月27日自治体選挙 |        |        |          |
| 政党                    | 得票数 | 得票率 | 獲得議席 |
| PPdeG                   | 434    | 75.74% | 6        |
| BNG                     | 124    | 21.64% | 1        |
| PSdeG-PSOE              | 14     | 2.44%  | 0        |

| 2011年5月22日自治体選挙 |        |        |          |
| 政党                    | 得票数 | 得票率 | 獲得議席 |
| PPdeG                   | 382    | 78.44% | 6        |
| PSdeG-PSOE              | 100    | 20.53% | 1        |
| BNG                     | 3      | 0.62%  | 0        |

## 教区
チャンドレーシャ・デ・ケイシャは18の教区に分けられている。太字は自治体の中心地区。
- カデリーニャ（サン・ペドロ）
- オ・カンデード（サンタ・マリーア）
- カステリーゴ（サン・マルティーニョ）
- カステロアイス（サン・ペドロ）
- セレイロス（サン・マルティーニョ）
- チャンドレーシャ（サン・ペドロ）
- チャベアン（サン・バルトロメウ）
- ドラードス（サント・イシドーロ）
- フィトイロ（サン・パイオ）
- フォンテイタ（サント・アンドレ）
- フォルカーダス（サンタ・マリーア）
- パラーダ・セカ（サンタ・マリーア）
- パラフィータ（サン・バルトロメウ）
- ケイシャ（サンタ・クルス）
- ラバル（サンタ・マリーア）
- レケイショ（サンタ・マリーア・マダレーナ）
- サン・クリストーボ（サン・クリストーボ）
- ビラール（サン・コスメ）